# Andy Marriott
Andy Marriott, valižanski nogometaš, * 11. oktober 1970, Sutton-in-Ashfield, Anglija, Združeno kraljestvo.
Marriott je nekdanji nogometni vratar, ki je igral za večje število angleških klubov in valižansko reprezentanco.